# ヤーマン&ストゥービ
ヤーマン＆ストゥービ (Jaermann & Stübi) は、ウルス・ヤーマンとパスカル・ストゥービによって創業された、ゴルファー専用の高級機械式腕時計を製造するスイスブランドメーカー。ミスズ代表取締役社長半田晴久（深見東州）がオーナーを務め、同社の傘下企業の一つ。現在のCEOはDaniel Wechslerが務める。

## 歴史
2002年、ゴルフ愛好者のウルス・ヤーマンは、ゴルフのプレー中にその都度スコアを記録せずとも、簡単に打数をカウントできるゴルフカウンターつきの機械式時計の構想を長年温めていたが、スイス人の時計師であるパスカル・ストゥービと出会い、互いにスイス製のゴルフ時計をつくるという夢を語り合って意気投合、これが会社設立への決心となる。
2007年にウルス・ヤーマンとパスカル・ストゥービは、ゴルフ専用の機械式時計に特化した「ヤーマン＆ストゥービ」 (Jaermann & Stübi) を設立し、バーゼル・フェア (BASELWORLD) で精巧なゴルフカウンター機構を備えた「ストロークプレイ」コレクションを発表する。
2008年に「ゴルフ発祥の地」であるセント・アンドリュース・リンクスとの公式時計である「セント・アンドリュース・リンクス」シリーズを発表する。
2009年に「ゴルフ・ショック・ガード」という免震機能を備えた「ロイヤルオープン」コレクションを発表する。
2012年にはDaniel WechslerがCEOとして就任。
2014年のバーゼル・フェア (BASELWORLD) で、ゴルフカウンターの動きが見られるスケルトンタイプを発表する。
2016年には、スイスにおける時計業界の経営不振に伴い、従業員の約半数を解雇。Valcunとも分離した。
2016年6月10日に、ミスズが日本の総代理店となる。
2016年6月26日に、プロゴルファーのパドレイグ・ハリントンがアンバサダーに就任する。
2017年7月 - Excellence Holding AGグループから、株式会社ミスズが買収、半田晴久がオーナーへ就任。

## 特徴

### スイス製ハンドメイド
スイス時計のメッカであるジュラ山脈に囲まれた渓谷の時計工房で、100％手作りで100％スイス製の機械式時計を製作している。大量生産ができないため少数生産となっており、価格は70万円〜500万円台である。クロノメーター規格である。
ラグジュアリーでエレガントなデザインが主流である。

### ゴルフカウンター機構
機械式「ゴルフカウンター機構」により特許を取得している。「ゴルフカウンター機構」により、ゴルフのプレー中に時計のボタンを押すことで、ゴルフのストローク数、累積ストローク数、ホール数をカウントでき、ハンディキャップも加味したトータルスコアが表示される仕組みとなっている。